# Primarias presidenciales del Partido Republicano de 2024
Las primarias presidenciales del Partido Republicano de 2024 fueron un proceso del Partido Republicano para seleccionar a los delegados de la Convención Nacional Republicana de 2024 programada para celebrarse entre el 15 de enero y el 4 de junio de 2024 para determinar el candidato del partido para presidente de los Estados Unidos en las elecciones presidenciales de 2024 en los Estados Unidos. Las elecciones se llevarán a cabo en los 50 estados de Estados Unidos, el Distrito de Columbia y cinco territorios de Estados Unidos.
Una semana después de las elecciones intermedias de 2022, Donald Trump inició su candidatura a la presidencia el tercer martes de noviembre, dos años antes de las elecciones de 2024, inusualmente temprano, especialmente después de lanzar sus campañas de 2016 y 2020 el tercer martes de junio del año anterior. Nikki Haley se convirtió en la primera en seguirlo el 14 de febrero, seguida por Vivek Ramaswamy una semana después, Asa Hutchinson el 6 de abril, Larry Elder el 20 de abril y Tim Scott el 19 de mayo. Después de varios cambios de fecha, Ron DeSantis ingresó a las primarias con un mensaje virtual el 24 de mayo. Mike Pence ingresó a la carrera el 5 de junio y Chris Christie lanzó su campaña el 6 de junio.
En los últimos meses del 2023 varios candidatos a las primarias fueron retirándose de la misma. Llegando a 2024 solo 6 candidatos, de los cuales Chris Christie decidió retirarse el 6 de enero.
Por lo tanto las primarias comenzaron con 5 candidatos el día 15 de enero en las primarias de Iowa. Tras las mismas, la victoria de Donald Trump y un resultado muy parejo entre Ron DeSantis y Nikki Haley, Vivek Ramaswamy, que quedó en una lejana 4ª posición, decidió retirarse el mismo día 15 nada más conocerse los resultados, mostrando su apoyo a Donald Trump en una comparecencia conjunta.
Al día siguiente, el 16 de enero, el candidato Asa Hutchinson anunció su retirada, dejando la contienda a solo tres candidatos, Trump, DeSantis y Haley. El domingo 21 de enero, DeSantis se retiró y dio su apoyo a Donald Trump.
EL día 6 de marzo, un día después de celebrarse el conocido Super Martes donde Donald Trump salió muy reforzado, Nikki Haley decidió abandonar el proceso de primarias sin pedir apoyo para su contrincante.
El 12 de marzo fueron las primarias de Georgia, Hawai, Mississippi y Washington donde estaban en juego 161 delegados, tras ganar Donald Trump en estos estados superó la cifra de 1215 delegados necesarios (se reparten este año un total de 2429) para ser proclamado en junio de forma oficial como candidato republicano a las Elecciones presidenciales de Estados Unidos de 2024.
El 28 de abril se supo a través de la CNN en español que por mediación del inversor inmobiliario Steve Witkoff, Ron DeSantis tuvo una reunión en Miami con Donald Trump con la intención de ayudarlo a recaudar fondos. 

## Candidatos

### Principales candidatos
El siguiente es el listado de aquellos candidatos que han expresado su intención de participar en las primarias presidenciales del Partido Republicano.
| Nombre | Nombre          | Nacimiento                                           | Cargos actuales o anteriores                                                                       | Estado     | Anunciado                                              | Ref         |
| ------ | --------------- | ---------------------------------------------------- | -------------------------------------------------------------------------------------------------- | ---------- | ------------------------------------------------------ | ----------- |
|        | Donald J. Trump | 14 de junio de 1946 (79 años) Nueva York, Nueva York | 45.° Presidente de los Estados Unidos (2017-2021) Presidente de The Trump Organization (1971-2017) | Nueva York | Campaña Candidatura anunciada: 15 de noviembre de 2022 | [ 7 ] [ 8 ] |

#### Candidaturas retiradas durante las primarias
El siguiente es el listado de los candidatos republicanos que declinaron su aspiración presidencial antes del inicio de las elecciones primarias o se retiraron de las mismas.
| Nombre          | Nacimiento                                                      | Cargos ocupados | Estado           | Suspensión de campaña                                                 | Ref           |
| --------------- | --------------------------------------------------------------- | --- | ---------------- | --------------------------------------------------------------------- | ------------- |
| Nikki Haley     | 20 de enero de 1972 (53 años) Bamberg, Carolina del Sur         | Gobernadora de Carolina del Sur (2011-2017) Embajadora de los Estados Unidos ante las Naciones Unidas (2017-2018) | Carolina del Sur | Candidatura anunciada: 14 de febrero del 2023                         | [ 9 ] [ 10 ]  |
| Ron DeSantis    | 14 de septiembre de 1978 (46 años) Jacksonville, Florida        | Gobernador de Florida (2019-) Miembro de la Cámara de Representantes por Florida (2013-2018) | Florida          | Campaña Candidatura anunciada: 24 de mayo del 2023 (respalda a Trump) | [ 11 ] [ 12 ] |
| Vivek Ramaswamy | 9 de agosto de 1985 (39 años) Cincinnati, Ohio                  | Presidente ejecutivo de Strive Asset Management (2022-presente) Consejero delegado de Roivant Sciences (2014-2021) | Ohio             | Candidatura anunciada: 21 de febrero del 2023 (respalda a Trump)      | [ 13 ]        |
| Asa Hutchinson  | 3 de diciembre de 1950 (74 años) Bentonville, Arkansas          | Gobernador de Arkansas (2015-2023) Subsecretario de Seguridad Nacional (2003-2005) Administrador de la Administración para el Control de Drogas (2001-2003) Miembro de la Cámara de Representantes por Arkansas (1997-2001) | Arkansas         | Candidatura anunciada: 2 de abril del 2023                            | [ 14 ] [ 15 ] |
| Chris Christie  | 6 de septiembre de 1962 (62 años) Newark, Nueva Jersey          | Gobernador de Nueva Jersey (2010-2018) Fiscal de los Estados Unidos para el Distrito de Nueva Jersey Candidato por la nominación republicana para las Elecciones presidenciales de Estados Unidos de 2016                   | Nueva Jersey     | Candidatura anunciada: 6 de junio de 2023                             | [ 16 ]        |
| Doug Burgum     | 1 de agosto de 1956 (69 años) Arthur                            | Gobernador de Dakota del Norte (2016-presente) | Dakota del Norte | Candidatura anunciada: 6 de junio del 2023                            | [ 18 ]        |
| Tim Scott       | 16 de septiembre de 1965 (59 años) Charleston, Carolina del Sur | Senador por Carolina del Sur (desde 2013) Representante por Carolina del Sur (2011-2013) | Carolina del Sur | 12 de noviembre de 2023                                               |               |
| Mike Pence      | 7 de junio de 1959 (66 años) Columbus, Indiana                  | 48°. Vicepresidente de los Estados Unidos (2017-2021) Gobernador de Indiana (2013-2017) Miembro de la Cámara de Representantes por el 6.º distrito congresional de Indiana                                                  | Indiana          | 28 de octubre de 2023                                                 |               |
| Larry Elder     | 27 de abril de 1952 (73 años) Los Ángeles, California           | Presentador Radial Candidato a Gobernador de California (2021) | California       | 26 de octubre de 2023 (respalda a Trump)                              |               |
| Perry Johnson   | 23 de enero de 1948 (77 años) Dolton, Illinois                  | Fundador de Perry Johnson Registrars, Inc. | Michigan         | 20 de octubre de 2023 (respalda a Trump)                              |               |
| Will Hurd       | 19 de agosto de 1977 (47 años) San Antonio, Texas               | Representante de Texas (2015-2021) | Texas            | 9 de octubre de 2023 (respalda a Haley)                               |               |
| Francis Suárez  | 6 de octubre de 1977 (47 años) Miami, Florida                   | Alcalde de Miami (2017-presente) | Florida          | 29 de agosto de 2023                                                  |               |

### Otros candidatos
Los candidatos en esta sección son dignos de mención, pero no han cumplido con los requisitos necesarios.
- Steve Laffey, alcalde de Cranston, Rhode Island (2003-2007).[19]
- Corey Stapleton, secretario de Estado de Montana (2017-2021) y miembro del Senado de Montana por el distrito 27 (2001-2009).[20]

### Interés expresado públicamente
A partir de enero de 2023, las siguientes personas notables han expresado interés en postularse para presidente en los seis meses anteriores.
- John Bolton, 27.º consejero de Seguridad Nacional de los Estados Unidos (2018-2019), 25.º embajador de los Estados Unidos ante las Naciones Unidas (2005-2006), 3.er subsecretario de Estado para el Control de Armas y Asuntos de Seguridad Internacional (2001-2005), 18.º subsecretario de Estado para Asuntos de Organizaciones Internacionales (1989-1993), fiscal general adjunto de los Estados Unidos (1985-1989).[21]
- Larry Hogan, 62.° gobernador de Maryland (2015-2023).

Interés expresado públicamente
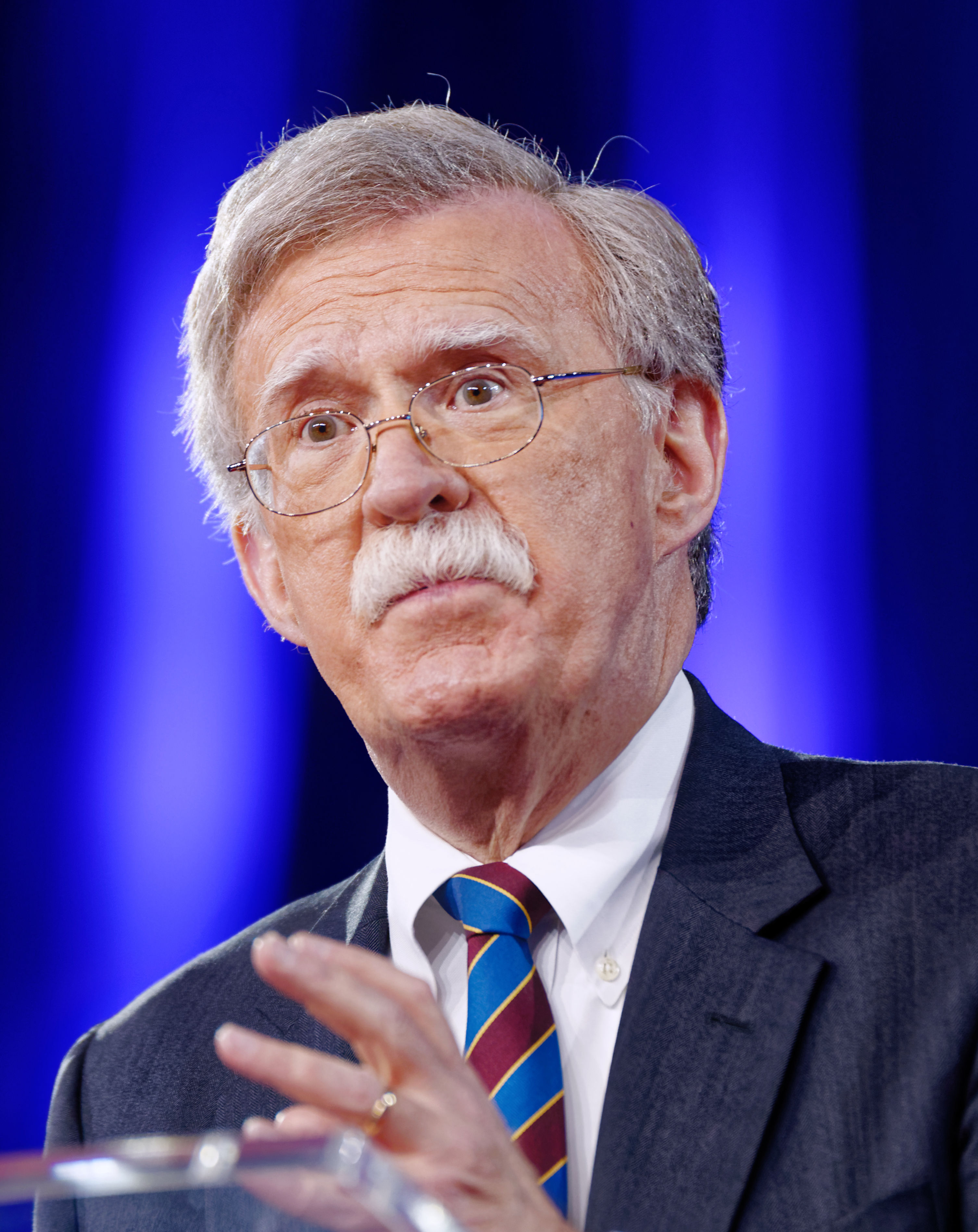
John Bolton
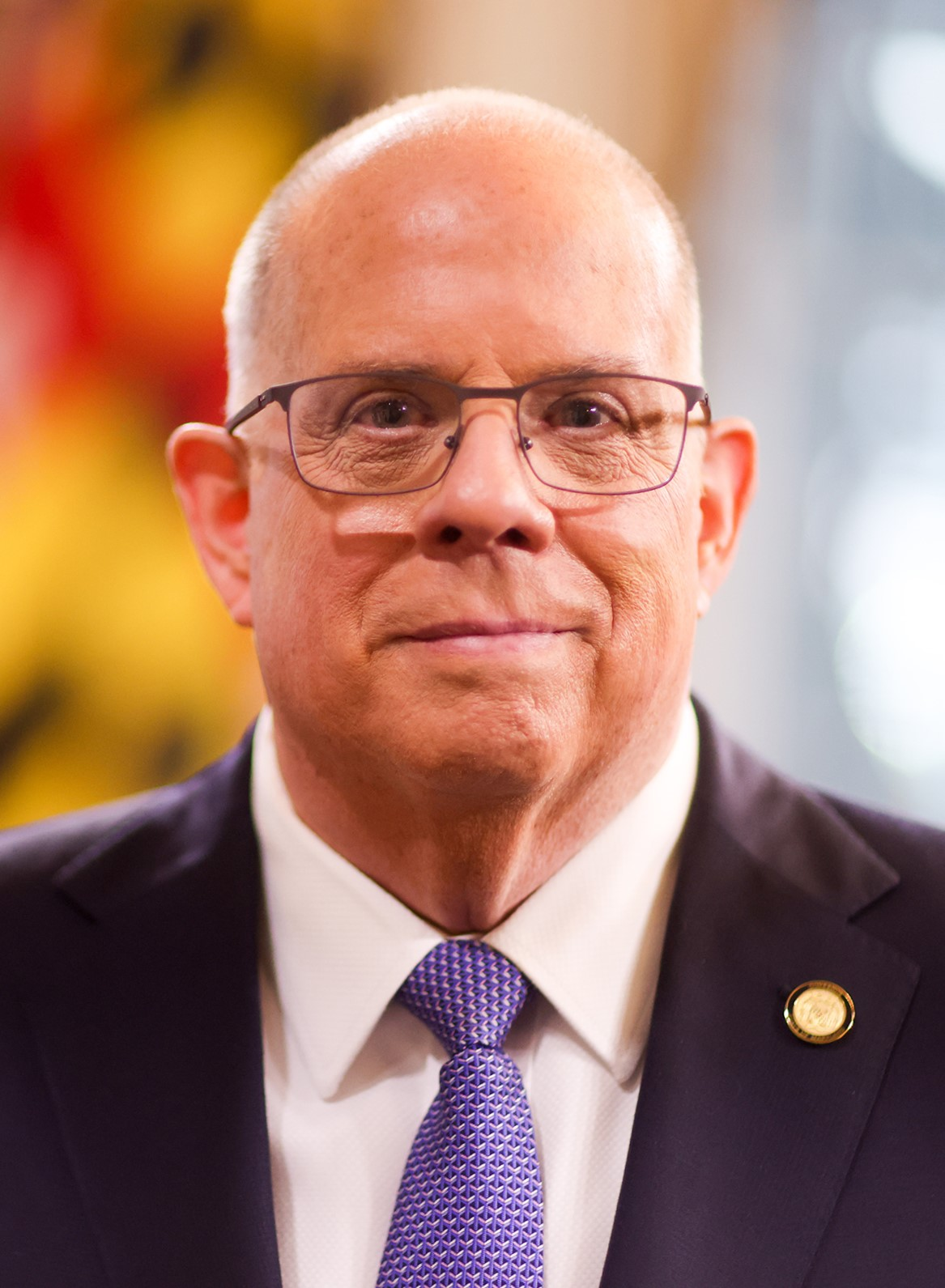
Larry Hogan

### Rechazaron ser candidatos
- Ted Cruz, senador por Texas (desde 2013), 3.er procurador general de Texas (2003-2008), candidato en las primarias de 2016.[22]
- Rand Paul, senador por Kentucky (desde 2011), candidato en las primarias presidenciales de 2016.[23]

## Especulación para vicepresidente
Múltiples reporteros, analistas políticos y comentaristas han señalado que sería muy poco probable que Trump vuelva a elegir a Pence como su compañero de fórmula después de las desavenencias entre ambos sobre el futuro del Partido Republicano y los intentos de Pence de distanciarse del expresidente. El 15 de marzo de 2022, Trump anunció que si se postulaba para la reelección y ganara la nominación presidencial republicana, Pence no sería su compañero de fórmula. En junio de 2022, el Comité Selecto de la Cámara sobre el Asalto del 6 de enero concluyó que Trump dijo que Pence "se merecía" que lo ahorcaran el día del asalto. Pence ha declarado de manera similar que no tiene interés en aceptar nuevamente la nominación a la vicepresidencia.
Varias personas han recibido especulaciones sobre una posible selección como candidato a la vicepresidencia en 2024, incluido el senador Tim Scott de Carolina del Sur, la gobernadora Kristi Noem de Dakota del Sur, el gobernador Glenn Youngkin de Virginia, el senador Ted Cruz de Texas, el gobernador Ron DeSantis de Florida, la gobernadora Kim Reynolds de Iowa, la Senadora Joni Ernst de Iowa, el senador Rick Scott de Florida y la Vicegobernadora Jeanette Nuñez de Florida. Se ha especulado que el exrepresentante de Estados Unidos Lee Zeldin de Nueva York podría convertirse en el compañero de fórmula de DeSantis después de su sólido desempeño en las elecciones para gobernador de Nueva York de 2022. y ambos celebraron juntos varios mítines antes y después de las elecciones. Algunos han especulado que la exembajadora de las Naciones Unidas y exgobernadora de Carolina del Sur, Nikki Haley, podría ser la compañera de fórmula de Trump. Según se informa, Trump ha discutido "reiteradamente" la posibilidad de elegir a la representante de los Estados Unidos, Marjorie Taylor Greene, como su compañera de fórmula. Greene ha afirmado que está en conversaciones con Trump para convertirse en su compañera de fórmula.
El 6 de marzo de 2023, varias fuentes cercanas a Donald J. Trump, el actual favorito republicano, según informó Axios, redujeron la lista a cuatro contendientes principales. Estos fueron Haley; Sarah Huckabee Sanders, exsecretaria de prensa de Trump en la Casa Blanca y gobernadora de Arkansas, quien ha recibido atención de los medios por sus órdenes ejecutivas; Kristi Noem, gobernadora de Dakota del Sur; y Kari Lake, candidata a gobernadora de Arizona en 2022 que perdió por poco ante Katie Hobbs. Según Axios, el principal factor de Trump en la contienda es la lealtad, algo que él ve fuertemente en Lake dadas sus reiteraciones de las afirmaciones de unas elecciones de 2020 robadas.

## Cronología
Una semana después de las elecciones intermedias de 2022, en Mar-a-Lago, el expresidente Donald J. Trump anunció que se postularía nuevamente en 2024. Está buscando convertirse en el segundo presidente después de Grover Cleveland en cumplir dos mandatos no consecutivos.
El 14 de febrero de 2023, la exgobernadora de Carolina del Sur, Nikki Haley, quien se desempeñó como embajadora de los Estados Unidos ante las Naciones Unidas durante la administración Trump, anunció su candidatura a la presidencia, convirtiéndola en la segunda candidata principal en la contienda en ese momento. El 21 de febrero de 2023, el presidente ejecutivo de Strive Asset Management y ex director ejecutivo de Roivant Sciences, Vivek Ramaswamy, activista contra las iniciativas ambientales, sociales y de gobierno corporativo, anunció su candidatura a la presidencia en Tucker Carlson Tonight.
El 2 de abril de 2023, el exgobernador de Arkansas Asa Hutchinson, quien también se desempeñó como presidente de la Asociación Nacional de Gobernadores y fue Administrador de Control de Drogas de George W. Bush, anunció su candidatura durante una entrevista con Jonathan Karl de ABC News. El 20 de abril de 2023, Larry Elder, ex personalidad de la radio y candidato en la elección revocatoria para gobernador de California de 2021, anunció su campaña en Tucker Carlson Tonight.
El 19 de mayo de 2023, después de formar un comité exploratorio el 12 de abril, Tim Scott, senador y exrepresentante por Carolina del Sur, presentó la documentación ante la CFE para su ejecución e hizo una declaración formal el 22 de mayo. El 24 de mayo de 2023, el gobernador de Florida y exrepresentante Ron DeSantis presentó su documentación ante la CFE para postularse y anunció su postulación para presidente a través de una entrevista de Twitter Spaces con Elon Musk.
El 5 de junio de 2023, el exvicepresidente Mike Pence presentó su candidatura a la presidencia.  Anunciará su candidatura presidencial el 7 de junio con un video de campaña, un mitin y un Town Hall nocturno con CNN en Des Moines, Iowa, lo que lo convertirá en el último candidato con más del 2% para ingresar a las primarias. El 6 de junio de 2023, el exgobernador de Nueva Jersey Chris Christie, quien también se postuló en 2016, anunciará formalmente una candidatura presidencial durante un Town Hall vespertino en el Instituto de Política de New Hampshire de Saint Anselm College. El 7 de junio de 2023, se espera que el gobernador de Dakota del Norte, Doug Burgum, anuncie su candidatura con un discurso al mediodía en Fargo, convirtiéndolo en el primer nacido en su estado en postularse para presidente.
A partir de mayo de 2023, las fechas exactas de muchas primarias aún son inciertas; sin embargo, se finalizarán en el verano ya que las reglas del Partido Republicano exigen que los cambios en las fechas y los métodos de asignación de delegados se realicen antes del 1 de octubre. También especifican que todas las primarias deben ocurrir entre marzo y el 11 de junio de 2024. Iowa, Nuevo Hampshire, Nevada y Carolina del Sur serán las primeras, en febrero y ese orden actualmente, ya que están exentos y se les permite hacerlas temprano debido a una tradición de permitirles influir en los demás. Sin embargo, los dos primeros parecen estar programados para fines de enero en algunas fuentes. El grueso se concentrará en marzo, como es habitual en las primarias presidenciales. Para el 19 de marzo, la mayoría de los delegados habrán sido colocados, lo que hará que el ganador final ya sea predecible para este momento si hay una ventaja lo suficientemente grande. El proceso concluirá con la adopción formal del candidato por una mayoría de delegados en la Convención Nacional Republicana en Milwaukee, que se llevará a cabo del 15 al 18 de julio.

### Descripción general
No se puede compilar la entrada de EasyTimeline:

Timeline generation failed: 9 errors found

Line 34:   from:06/06/2023 till:08/11/2025 color:Active text:"Christie"

- Plotdata attribute 'till' invalid.

```
 Date '08/11/2025' not within range as specified by command Period.

```

Line 36:   from:05/24/2023 till:08/11/2025 color:Active text:"DeSantis"

- Plotdata attribute 'till' invalid.

```
 Date '08/11/2025' not within range as specified by command Period.

```

Line 38:   from:04/20/2023 till:08/11/2025 color:Active text:"Elder"

- Plotdata attribute 'till' invalid.

```
 Date '08/11/2025' not within range as specified by command Period.

```

Line 40:   from:02/14/2023 till:08/11/2025 color:Active text:"Haley"

- Plotdata attribute 'till' invalid.

```
 Date '08/11/2025' not within range as specified by command Period.

```

Line 42:   from:04/06/2023 till:08/11/2025 color:Active text:"Hutchinson"

- Plotdata attribute 'till' invalid.

```
 Date '08/11/2025' not within range as specified by command Period.

```

Line 44:   from:06/05/2023 till:08/11/2025 color:Active text:"Pence"

- Plotdata attribute 'till' invalid.

```
 Date '08/11/2025' not within range as specified by command Period.

```

Line 46:   from:02/21/2023 till:08/11/2025 color:Active text:"Ramaswamy"

- Plotdata attribute 'till' invalid.

```
 Date '08/11/2025' not within range as specified by command Period.

```

Line 49:   from:05/19/2023 till:08/11/2025 color:Active text:"Scott"

- Plotdata attribute 'till' invalid.

```
 Date '08/11/2025' not within range as specified by command Period.

```

Line 51:   from:11/15/2022 till:08/11/2025 color:Active text:"Trump"

- Plotdata attribute 'till' invalid.

```
 Date '08/11/2025' not within range as specified by command Period.

```

|  | Campaña activa |  | Comité exploratorio            |  | Candidato retirado              |
|  | Primarias      |  | Elecciones intermedias de 2022 |  | Convención Nacional Republicana |

### Antecedentes
A pesar de perder su candidatura a la reelección en 2020, Trump siguió siendo el principal favorito del Partido Republicano al respaldar a los retadores de varios miembros de la Cámara que habían votado para destituirlo, además de impulsar a varios candidatos para las elecciones intermedias. Estos candidatos tuvieron un desempeño deslucido que resultó en que los republicanos tomaran el control de la cámara con solo una pequeña mayoría y provocaron una caída en la popularidad de Trump dentro del partido. Al mismo tiempo, Ron DeSantis, el gobernador de Florida, obtuvo casi el 60% de los votos en una victoria aplastante en su reelección para gobernador. La cobertura de los medios retrató constantemente a DeSantis como el principal rival de Trump, a pesar de que DeSantis no había anunciado una candidatura presidencial. DeSantis superó a Trump en las encuestas de las primarias del Partido Republicano a lo largo de 2022, y finalmente llegó a 11 puntos detrás de él. Sin embargo, desde el cambio de año, Trump resurgió y DeSantis se ha quedado atrás. Esto ha sido alimentado por los sentimientos en contra de una acusación contra Trump el 30 de marzo. Las encuestas de la semana anterior a que DeSantis se una a las primarias lo muestran en su punto más bajo hasta el momento, con Trump en 61% y él en 17%. Sin embargo, sigue siendo el principal candidato para ser elegido vicepresidente. Las encuestas nacionales contra el actual presidente Biden muestran casi el resultado exacto, independientemente de cuál sea el candidato republicano, pero debido a que la campaña de DeSantis es más reciente, más votantes republicanos están indecisos sobre él que Trump.
En marzo de 2023, Trump lo atacó con apodos como "Meatball Ron" y "Ron DeSanctimonious". Trump luego subió en las encuestas, incluso cuando la nación anticipó su acusación en un caso de dinero secreto con respecto a su campaña de 2016. Trump fue acusado formalmente el 30 de marzo y arrestado el 4 de abril. El 25 de abril, dijo que no quería ser "difamado ni insultado" en los debates republicanos y se jactó de que ya tenía una ventaja "aparentemente insuperable". El 10 de mayo, Trump realizó un Town Hall en vivo con CNN, su primera entrevista con una cadena importante que no sea Fox News desde que diera una entrevista con 60 Minutes en octubre de 2020.
Trump también enfrenta desafíos de los demócratas que pueden intentar invocar la Decimocuarta Enmienda de la Constitución de los Estados Unidos para evitar que Trump sea elegible; y actualmente es objeto de cuatro investigaciones criminales distintas sobre sus actividades mientras estuvo en el cargo.

## Debates
El Comité Nacional Republicano (RNC) ha anunciado que el primer debate de las primarias se llevará a cabo el 23 de agosto de 2023 en Milwaukee, Wisconsin, y será presentado por Fox News. Los candidatos deberán alcanzar un umbral de votación del 1% y atraer a 40 000 donantes únicos. El segundo debate de las primarias republicanas tendrá lugar en la Biblioteca Presidencial Ronald Reagan en Simi Valley. El 25 de abril de 2023, Trump planteó desde Truth Social la incertidumbre sobre su participación en los debates debido a su gran ventaja en las encuestas en ese momento.

## Financiamiento de campañas
Esta es una descripción general del dinero utilizado por cada campaña tal como se informa a la Comisión Federal de Elecciones (CFE). Los totales recaudados incluyen contribuciones individuales, préstamos del candidato y transferencias de otros comités de campaña. Los aportes individuales son desglosados (catalogados) por la CFE cuando el valor total de los aportes de un individuo supera los $200. La última columna, efectivo disponible (ED), muestra el efectivo restante que cada campaña tenía disponible para su gasto futuro al 31 de marzo de 2023.
| Candidato  | Total recaudado                         | Contribuciones individuales             | Contribuciones individuales             | Contribuciones individuales             | Deuda                                   | Gastado                                 | ED                                      |
| Candidato  | Total recaudado                         | Total                                   | Unificado                               | %                                       | Deuda                                   | Gastado                                 | ED                                      |
| ---------- | --------------------------------------- | --------------------------------------- | --------------------------------------- | --------------------------------------- | --------------------------------------- | --------------------------------------- | --------------------------------------- |
| DeSantis   | no era candidato al 31 de marzo de 2023 | no era candidato al 31 de marzo de 2023 | no era candidato al 31 de marzo de 2023 | no era candidato al 31 de marzo de 2023 | no era candidato al 31 de marzo de 2023 | no era candidato al 31 de marzo de 2023 | no era candidato al 31 de marzo de 2023 |
| Elder      | no era candidato al 31 de marzo de 2023 | no era candidato al 31 de marzo de 2023 | no era candidato al 31 de marzo de 2023 | no era candidato al 31 de marzo de 2023 | no era candidato al 31 de marzo de 2023 | no era candidato al 31 de marzo de 2023 | no era candidato al 31 de marzo de 2023 |
| Haley      | $5.125.431                              | $3.283.822                              | $798 184                                | 24.3%                                   | $0                                      | $1.055.881                              | $4.069.549                              |
| Hutchinson | no era candidato al 31 de marzo de 2023 | no era candidato al 31 de marzo de 2023 | no era candidato al 31 de marzo de 2023 | no era candidato al 31 de marzo de 2023 | no era candidato al 31 de marzo de 2023 | no era candidato al 31 de marzo de 2023 | no era candidato al 31 de marzo de 2023 |
| Ramaswamy  | $11.406.212                             | $851.637                                | $415.580                                | 48.8%                                   | $10.250.000                             | $2.038.924                              | $9.367.288                              |
| Scott      | no era candidato al 31 de marzo de 2023 | no era candidato al 31 de marzo de 2023 | no era candidato al 31 de marzo de 2023 | no era candidato al 31 de marzo de 2023 | no era candidato al 31 de marzo de 2023 | no era candidato al 31 de marzo de 2023 | no era candidato al 31 de marzo de 2023 |
| Trump      | $18.272.903                             | $16.361                                 | $4.911                                  | 30.0%                                   | $255.109                                | $4.340.955                              | $13.931.948                             |